# 2014年中華職棒明星賽
2014年中華職棒紅白明星對抗賽跟去年制度改用「混合制」的方式，搭配多種投票管道給球迷們票選。混合制為，所有在6月28日以前有出賽的球員依守備位置劃分，每個守位讓球迷有兩票選擇權（外野六票），取票數前兩名（外野取六名）為「確定先發」之球員。另於7月1日舉辦「明星賽特別選秀會」，所有「確定先發」的球員為候選名單，由紅白兩隊總教練依抽籤抽出的守備位置來指定球員（若A讓紅隊選走，同守位的B則自動劃入白隊），而外野手則是六位依序挑選。
　　非先發球員則是透過四隊總教練於總教練會議上推薦，並於「明星賽特別選秀會」後公布。本次明星紅隊之教練團由統一7-ELEVEn獅、兄弟象共同組成、明星白隊的教練團則由Lamigo桃猿、義大犀牛組成。
　　本次票選於6月27日公布結果，彭政閔以1,234,305票拿下人氣王，連續10年獲得此項殊榮，成為中華職棒明星賽史以來第一人，

## 比賽陣容

### 明星白隊
| 守備位置 | 球員姓名 | 母球隊     | 備註 | 參加明星賽次數 |
| -------- | -------- | ---------- | ---- | -------------- |
| 投手     | 郭泓志   | 統一7-11獅 | 範例 | 範例           |
| 捕手     | 黃浩然   | Lamigo桃猿 | 範例 | 範例           |
| 一壘手   | 林智勝   | Lamigo桃猿 | 範例 | 範例           |
| 二壘手   | 郭嚴文   | Lamigo桃猿 | 範例 | 範例           |
| 三壘手   | 林智平   | Lamigo桃猿 | 範例 | 範例           |
| 游擊手   | 王勝偉   | 中信兄弟   | 範例 | 範例           |
| 外野手   | 胡金龍   | 義大犀牛   | 範例 | 範例           |
| 外野手   | 詹智堯   | Lamigo桃猿 | 範例 | 範例           |
| 外野手   | 陳金鋒   | Lamigo桃猿 | 範例 | 範例           |
| 指定打擊 | 林泓育   | Lamigo桃猿 | 範例 | 範例           |

### 臺銀紅隊
| 守備位置 | 球員姓名 | 母球隊     | 備註 | 參加明星賽次數 |
| -------- | -------- | ---------- | ---- | -------------- |
| 投手     | 鄭凱文   | 中信兄弟   | 範例 | 範例           |
| 捕手     | 高志綱   | 統一7-11獅 | 範例 | 範例           |
| 一壘手   | 彭政閔   | 中信兄弟   | 範例 | 範例           |
| 二壘手   | 陳江和   | 中信兄弟   | 範例 | 範例           |
| 三壘手   | 黃仕豪   | 中信兄弟   | 範例 | 範例           |
| 游擊手   | 陳鏞基   | 統一7-11獅 | 範例 | 範例           |
| 外野手   | 潘武雄   | 統一7-11獅 | 範例 | 範例           |
| 外野手   | 張正偉   | 中信兄弟   | 範例 | 範例           |
| 外野手   | 張志豪   | 中信兄弟   | 範例 | 範例           |
| 指定打擊 | 張泰山   | 統一7-11獅 | 範例 | 範例           |

## 跑壘大賽
- 比賽方式：兩隊分別安排各四位選手於本壘及二壘，明星紅由本壘出發，明星白則由二壘出發，選手必須通過一壘或三壘後至下一壘包完成交棒，先完成八位選手跑壘之球隊獲勝。

- 比賽棒次：
  - 明星紅隊：
  - 明星白隊：

- 獲勝隊伍：

## 比賽記分板
| 球隊名稱 | 1 | 2 | 3 | 4 | 5 | 6 | 7 | 8 | 9 | Ｒ | Ｈ | Ｅ |
| -------- | - | - | - | - | - | - | - | - | - | -- | -- | -- |
| 明星白隊 | 0 | 2 | 0 | 0 | 3 | 1 | 0 | 2 | 4 | 12 | 20 | 3  |
| 臺銀紅隊 | 0 | 0 | 4 | 0 | 0 | 2 | 0 | 1 | 0 | 7  | 17 | 2  |

勝利投手：陳禹勳
敗戰投手：謝榮豪
中繼成功：坎諾L.V、傅於剛
救援成功：無
勝利打點：陽冠威 8局上
全壘打：陽冠威
單場MVP：郭嚴文
比賽時間：3小時19分
主審裁判：
比賽場地：桃園國際棒球場
觀眾人數：11212人

## 獎項
本屆明星賽，除了單場最有價值球員，亦新增數個個人獎項：
- 壘打數王：
- 打點王：
- 盜壘王：
- 三振王：
- 速球王：
- 單場最有價值球員(MVP)：

## 外部連結
- 2014年中華職棒明星賽在台灣棒球維基館上的頁面（繁體中文）